# Hakeliosomus hakelensis
Hakeliosomus hakelensis è un pesce osseo estinto, appartenente ai gonorinchiformi. Visse nel Cretaceo superiore (Cenomaniano, circa 95 milioni di anni fa) e i suoi resti fossili sono stati ritrovati in Libano. 

## Descrizione
Questo pesce possedeva un corpo piuttosto allungato, che poteva arrivare a 17 centimetri di lunghezza totale. I fossili mostrano solo l’ornamentazione esterna delle scaglie, estremamente sottili, con strie parallele; queste scaglie, contrariamente a quelle di altri gonorinchiformi, non ricoprivano la testa dell’animale. La testa era dotata di grossi denti, localizzati al livello posteriore delle orbite e non posti sulle ossa mascellari ma su quelle faringee. Il subopercolo aveva un margine liscio, al contrario di quello di altri animali simili come Charitosomus e Charitopsis, che lo avevano dal margine spinoso. 

## Classificazione
I fossili di questo animale sono stati ritrovati nei terreni di Haqil, in Libano, e furono descritti per la prima volta nel 1887 da Davis, che li classificò come una nuova specie del genere Spaniodon (S. hakelensis). Anni dopo vennero attribuiti al genere Charitosomus da Woodward, e solo nel 1993 Gayet li attribuì a un nuovo genere, Hakeliosomus. Questo genere e gli affini Charitosomus e Charitopsis sono rappresentanti dei gonorinchidi, comprendenti anche forme attuali ed estinte quali Notogoneus, dell’Eocene. È possibile che il genere Hakeliosomus sia identico a Ramallichthys, rinvenuto in Palestina (Grande e Grande, 2008).